# Danielle Darrieux
Danielle Darrieux (Bordéus, 1 de maio de 1917 - Bois-le-Roi, 17 de outubro de 2017) foi uma atriz e cantora francesa.
Desde a sua estréia, em 1931, trabalhou em mais de uma centena de filmes para cinema e televisão, como Mauvaise Graine, O Prazer ou 8 Mulheres, entre produções hollywoodianas e francesas. Na década de 1930, também atuou em produções para a Broadway. Durante a Segunda Guerra Mundial, trabalhou nos Estúdios Continental, empresa montado pelos alemães durante a ocupação nazista em Paris.
Foi a ganhadora do César Honorário de 1985, como atriz, e foi indicada ao Prêmio César em 3 oportunidades.
Darrieux foi casada com o cineasta Henri Decoin, o milionário Porfirio Rubirosa e o roteirista Georges Mitsinkidès.

## Filmografia parcial

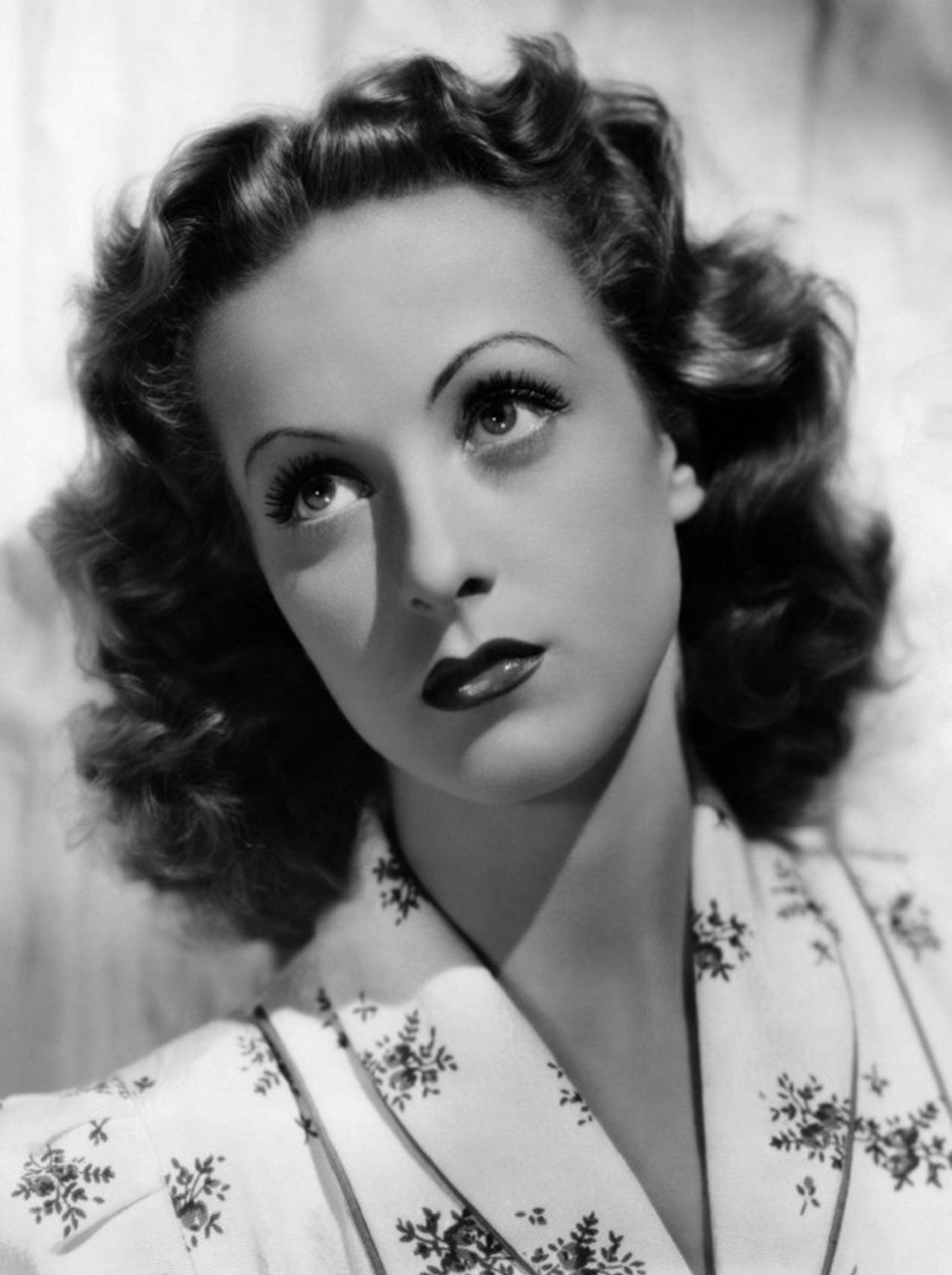

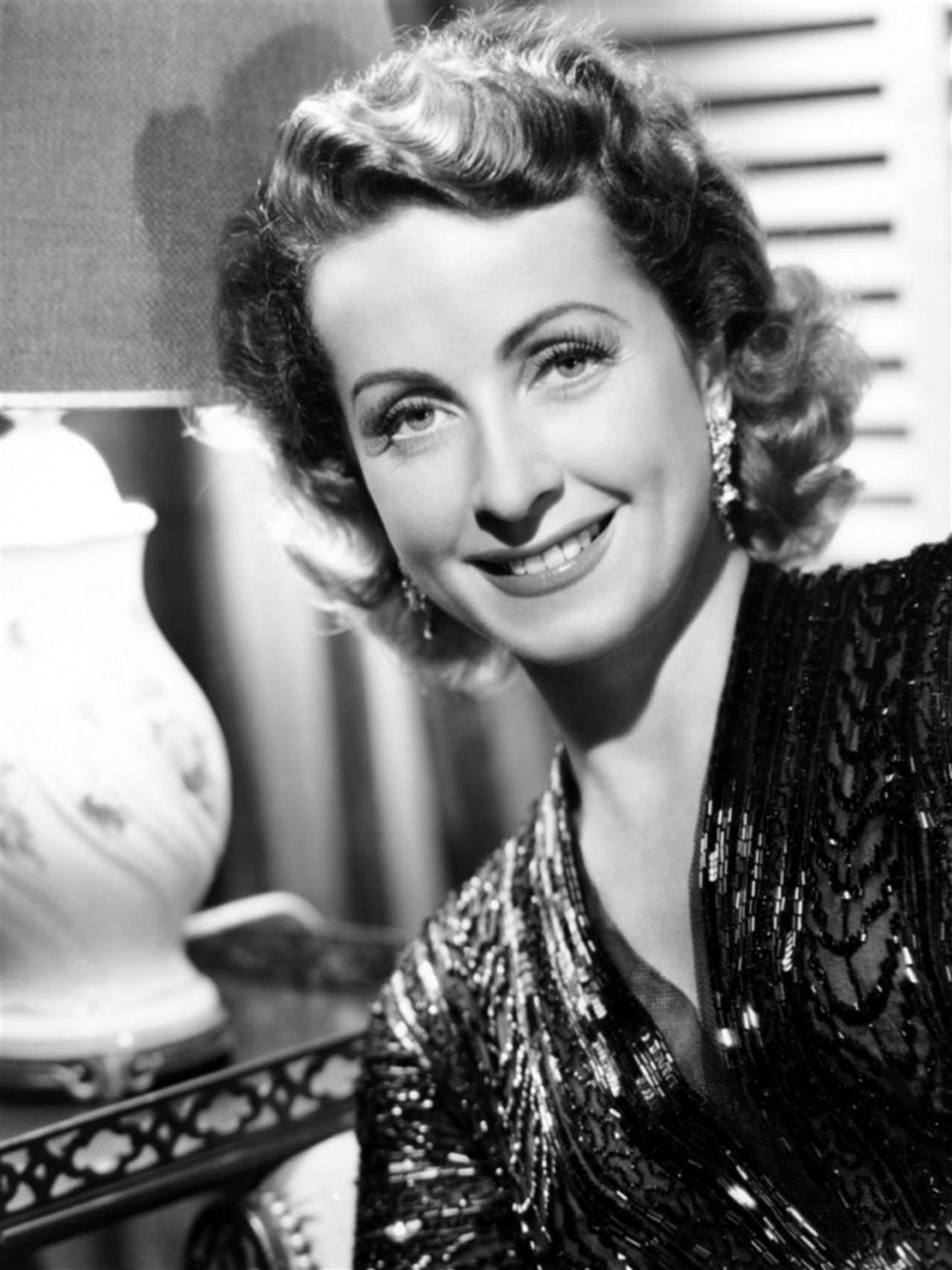

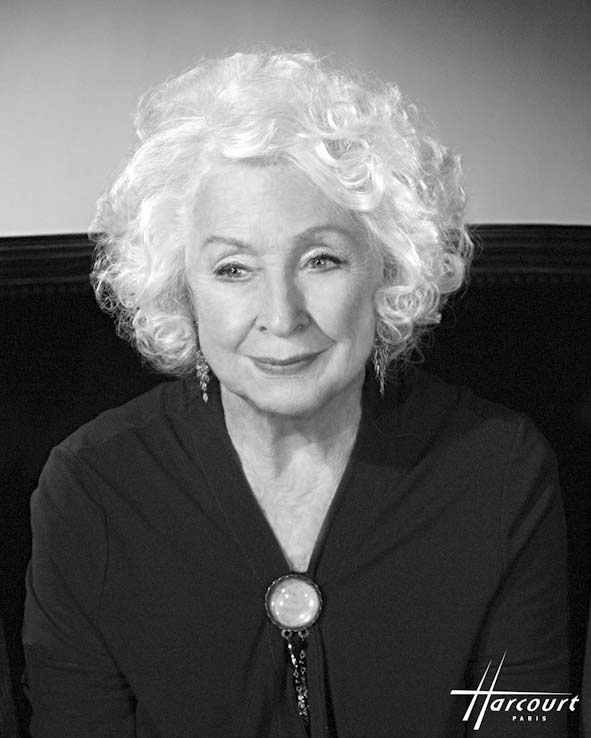
2008

- 1931: Le Bal de Wilhelm Thiele - Antoinette
- 1931: Coquecigrole de André Berthomieu - Coquecigrole, l'orpheline
- 1932: Le Coffret de laque de Jean Kemm - Henriette Stenay
- 1932 Panurge de Michel Bernheim - Régine
- 1933: Château de rêve de Géza von Bolváry e Henri-Georges Clouzot - Béatrix
- 1934: Le Secret d'une nuit de Félix Gandéra : sem créditos
- 1934: Volga en flammes de Victor Tourjansky - Macha
- 1934: Mauvaise Graine de Billy Wilder e Alexander Esway - Jeannette
- 1934: Mon cœur t'appelle de Carmine Gallone e Serge Veber - Nicole Nadin
- 1934: La crise est finie de Robert Siodmak - Nicole
- 1934: L'Auberge du Petit-Dragon de Jean de Limur (sem créditos)
- 1934: L'Or dans la rue de Kurt Bernhardt - Gaby
- 1935: Dédé de René Guissart - Denise
- 1935: Le Contrôleur des wagons-lits de Richard Eichberg
- 1935: Quelle drôle de gosse de Léo Joannon - Lucie
- 1935: J'aime toutes les femmes de Henri Decoin e Carl Lamac - Danielle
- 1935: Le Domino vert de Herbert Selpin e Henri Decoin - Hélène et Marianne de Richmond
- 1936: Mademoiselle Mozart de Yvan Noé - Denise
- 1936: Mayerling de Anatole Litvak - Maria Vetsera
- 1936: Tarass Boulba de Alexis Granowsky - Marina
- 1936: Club de femmes de Jacques Deval - Claire Derouve
- 1936: Port-Arthur de Nicolas Farkas - Youki
- 1936: Un mauvais garçon de Jean Boyer e Raoul Ploquin - Jacqueline Serval
- 1937: Mademoiselle ma mère de Henri Decoin - Jacqueline Letournel
- 1937: Abus de confiance de Henri Decoin - Lydia
- 1938: The rage of Paris de Henry Koster - Nicole
- 1938: Katia de Maurice Tourneur - Katia Dolgoronsky
- 1938: Retour à l'aube d'Henri Decoin - Anita Ammer
- 1940: Battement de cœur d'Henri Decoin - Arlette
- 1940: Coup de foudre filme inacabado de Henri Decoin
- 1941: Premier rendez-vous de Henri Decoin  - Micheline Chevasse
- 1942: Caprices de Léo Joannon - Lise
- 1942: La Fausse Maîtresse d'André Cayatte - Lilian Rander
- 1946: Adieu chérie de Raymond Bernard - Chérie
- 1946: Au petit bonheur de Marcel L'Herbier - Martine Cavignol
- 1947: Bethsabée de Léonide Moguy - Arabella Delvert
- 1948: Ruy Blas de Pierre Billon - La reine d'Espagne
- 1949: Jean de la Lune de Marcel Achard - Marceline
- 1949: Occupe-toi d'Amélie de Claude Autant-Lara - Amélie
- 1950: La Ronde de Max Ophüls - Emma Breitkopf, la femme mariée
- 1950: Romenzo d'amor de Duilio Coletti - Luisa d'Asburgo-Lorena
- 1951: Rich, Young and Pretty de Norman Taurog - Marie Devaronne
- 1951: La Maison Bonnadieu de Carlo Rim - Gabrielle Bonnadieu
- 1952: La Vérité sur Bébé Donge de Henri Decoin - Elisabeth "Bébé" Donge
- 1952: Le Plaisir de Max Ophüls - "Rosa, une pensionnaire dans le sketch : "La maison Tellier"
- 1952: 5 Fingers de Joseph Mankiewicz - La comtesse Anna Staviska
- 1952: Adorables Créatures de Christian-Jaque - Christine
- 1953: Madame de... de Max Ophüls - La comtesse Louise de...
- 1953: Le Bon Dieu sans confession de Claude Autant-Lara - Janine Frejoul
- 1954: El torero de René Wheeler - Geneviève Dupré
- 1954 Escalier de service de Carlo Rim - Béatrice Berthier
- 1954 Le Rouge et le Noir de Claude Autant-Lara - Madame de Rénal
- 1954: Bonnes à tuer de Henri Decoin - Constance "Poussy" Andrieux
- 1955: Napoléon de Sacha Guitry - Eléonore Denuelle
- 1955: L'Affaire des poisons de Henri Decoin - Madame de Montespan
- 1955: L'Amant de lady Chatterley de Marc Allégret - Constance Chatterley
- 1956: Si Paris nous était conté de Sacha Guitry - Agnès Sorel
- 1956: Alexandre o Grande de Robert Rossen - Olímpia
- 1956: Le Salaire du Péché de Denys de La Patellière - Isabelle Lindstrom
- 1957: Typhon sur Nagasaki de Yves Ciampi - Françoise Fabre
- 1957: Pot-Bouille de Julien Duvivier - Caroline Hédouin
- 1958: Le Septième ciel de Raymond Bernard - Brigitte de Lédouville
- 1958: Le Désordre et la Nuit de Gilles Grangier - Thérèse Marken, la pharmacienne
- 1958: La Vie à deux de Clément Duhour - Monique Lebeaut
- 1958: Un drôle de dimanche de Marc Allégret - Catherine
- 1959: Marie-Octobre de Julien Duvivier - Marie-Hélène Dumoulin, dite: "Marie-Octobre"
- 1959: Les Yeux de l'amour de Denys de La Patellière - Jeanne Moncatel
- 1960: Meurtre en quarante-cinq tours de Étienne Périer - Eve Faugères
- 1960: L'Homme à femmes  de Jacques-Gérard Cornu - Gabrielle/Françoise
- 1961: The greengage summer de Lewis Gilbert - Madame Zisi
- 1961: Vive Henri IV, vive l'amour de Claude Autant-Lara - Henriette d'Entragues
- 1961: Les Lions sont lâchés d'Henri Verneuil - Marie-Laure
- 1961: Les Bras de la nuit de Jacques Guymont - Danielle Garnier
- 1961: Les Petits drames de Paul Vecchiali - Simplement une apparition
- 1962: Le crime ne paie pas, de Gérard Oury - Madame Marsais dans le sketch: "L'homme de l'avenue"
- 1962: Le Diable et les Dix Commandements de Julien Duvivier - Clarisse Ardan
- 1962: I Don Giovanni della Costa Azzurra de Vittorio Sala - images d'archives
- 1962: Pourquoi Paris ? de Denys de La Patellière - La prostituée dans le café de Denis
- 1963: Landru de Claude Chabrol - Berthe Héon
- 1963: Du grabuge chez les veuves de Jacques Poitrenaud - Judith
- 1963: Un monsieur bien sous tous rapports de André Hunebelle - Hedwige
- 1964: Patate de Robert Thomas - Edith Rollo
- 1964: Le Coup de grâce de Jean Cayrol e Claude Durand - Yolande
- 1965: L'Or du duc de Jacques Baratier et Bernard Toublanc-Michel - Marie-Gabrielle
- 1966: L'Homme à la Buick de Gilles Grangier  - Madame Delayrac
- 1967: Le Dimanche de la vie de Jean Herman - Julia
- 1967: Les Demoiselles de Rochefort de Jacques Demy - Yvonne Garnier
- 1968: Vingt-quatre Heures de la vie d'une femme de Dominique Delouche - Alice
- 1968: Les oiseaux vont mourir au Pérou de Romain Gary - Madame Fernande
- 1969: La Maison de campagne de Jean Girault - Lorette Boiselier
- 1973: No encontré rosas para mi madre de Francisco Rovira Beleta - Teresa, la mère de Jaci
- 1975: Divine de Dominique Delouche - Marion Renoir
- 1976: L'Année sainte de Jean Girault - Christina
- 1979: Le Cavaleur de Philippe de Broca - Suzanne Taylor
- 1982: Une chambre en ville de Jacques Demy - Margot langlois
- 1983: En haut des marches de Paul Vecchiali - Françoise Canavaggia
- 1986: Le Lieu du crime de André Téchiné - La grand-mère
- 1986: Corps et biens de Benoît Jacquot - Madame Krantz
- 1988: Quelques jours avec moi de Claude Sautet - Madame Pasquier, la mère de Martial
- 1989: Bille en tête de Carlo Cotti - L'Arquebuse
- 1991: Le Jour des rois de Marie-Claude Treilhou - Armande
- 1992: Les Mamies de Annick Lanoë - Lolotte
- 1993: Les Demoiselles ont eu 25 ans documentário de Agnès Varda - Témoignage
- 1994: L'Univers de Jacques Demy documentário de Agnès Varda - Témoignage
- 2000: Ça ira mieux demain de Jeanne Labrune - Eva
- 2001: Emilie est partie de Thierry Klifa - Émilie
- 2001: 8 Femmes de François Ozon - Mamy
- 2003: La marquise est à Bicêtre de Paul Vecchiali
- 2004: Une vie à t'attendre de Thierry Klifa - Émilie
- 2006: Nouvelle chance  de Anne Fontaine - Odette Saint-Gilles
- 2006: Persepolis de Vincent Paronnaud et Marjane Satrapi - voz
- 2007: L'Heure zéro de Pascal Thomas - Camille Tressilian
- 2010: Une pièce montée de Denys Granier-Deferre: Madeleine